# István Vas
István Vas (n. 1910 – d. 1991) a fost un scriitor maghiar.